# 長站
長站（日语：／ Osa eki */?）是位於兵庫縣加西市西長町，北條鐵道的北條線車站。
在2010年5月起，於車站大樓內會舉行「站中英語會話in長站」，現時義務站長會在此處營運婚姻介紹所。
在2016年9月起，義務站長會在每月內2個星期六（不定期），以舊國鐵站長的姿態出勤 （页面存档备份，存于）。

## 歷史
- 1915年（大正4年）3月3日 - 播州鐵道 粟生站至北條站之間開通，此站啟用[1][2]。當時為旅客和貨運車站。
  - 當時車站位於兵庫縣加西郡賀茂村（日语：賀茂村 (兵庫県)）西長。
- 1923年（大正12年）12月21日 - 成為播丹鐵道車站[2]。
- 1943年（昭和18年）6月1日 - 播丹鐵道被國有化，成為鐵道省（後來為國鐵）車站[2]。
- 1955年（昭和30年）1月15日 - 隨著北條町（日语：北条町 (兵庫県)）（第2次）成立，車站地址變為兵庫縣加西郡北條町西長。
- 1962年（昭和37年）3月1日 - 終止貨物起卸業務[2]。
- 1967年（昭和42年）4月1日 - 隨著加西市成立，車站地址變為現址。
- 1985年（昭和60年）4月1日 - 北條線由北條鐵道接管[2]。
- 2013年（平成25年）9月 - 增設廁所。
- 2014年（平成26年）4月 - 月台登錄成為登錄有形文化財 （页面存档备份，存于）。

## 車站構造

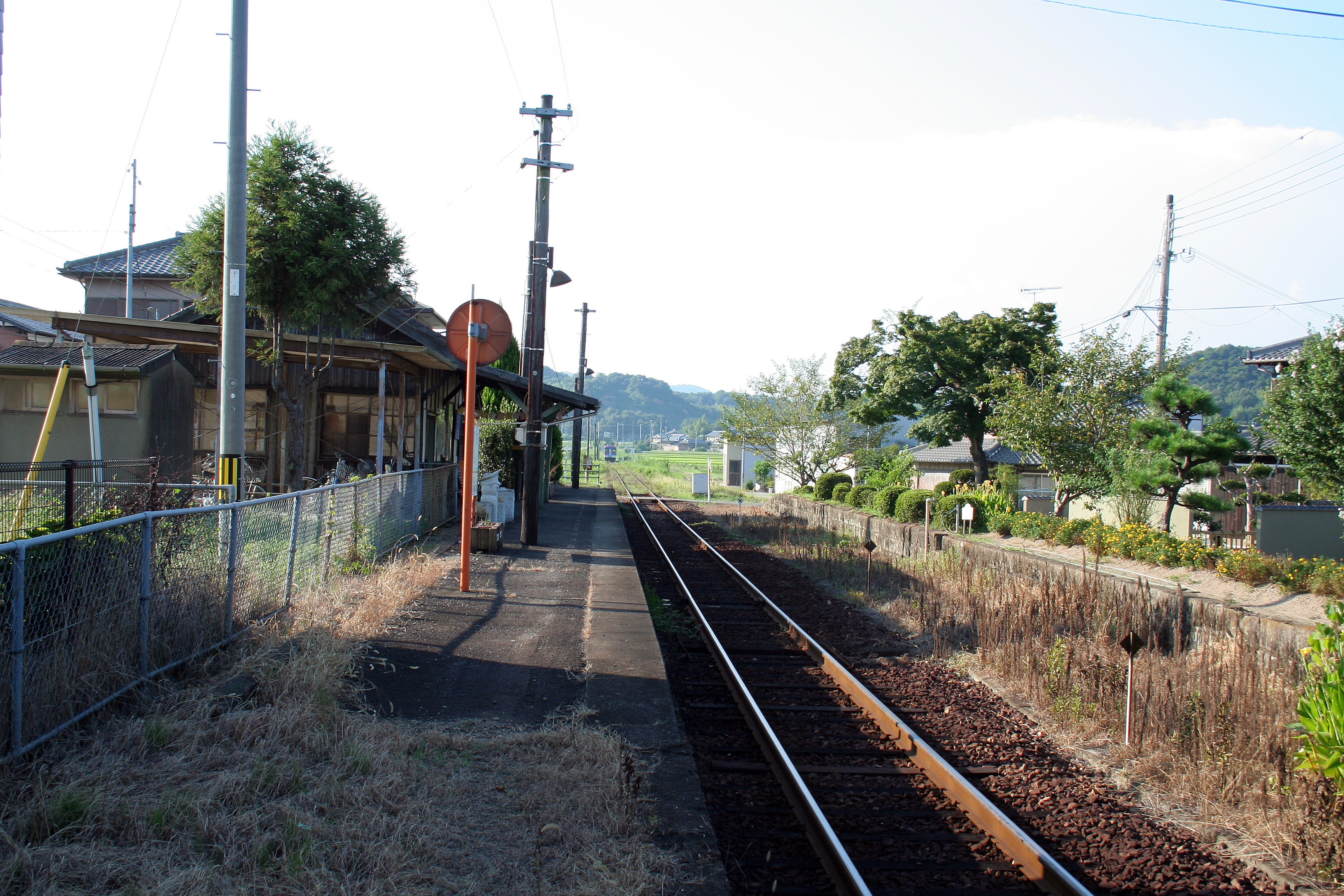
月台(2010年8月)

本站是地面車站，設有1面1線的單式月台。現時站內還有相對式月台的遺蹟。車站西邊設有木製車站大樓。此站是無人車站。車站大樓在1915年啟用當時已經建成。該車站大樓與月台在2013年11月申請成為登錄有形文化財（同時申請的車站包括有法華口站和播磨下里站）。

## 時間表
在平日每日設有22班列車，假日則設有17班。
在2020年8月前，不論平日或假日，日間毎小時設有1班列車，一日共有17班列車。

## 利用狀況
| 1日上下車人次 | 1日上下車人次 |
| 年度          | 1日平均人次   |
| ------------- | ------------- |
| 2011年        | 60            |
| 2012年        | 60            |
| 2013年        | 30            |
| 2014年        | 52            |
| 2015年        | 48            |
| 2016年        | 38            |
| 2017年        | 50            |
| 2018年        | 35            |

## 車站周邊
此站附近有較多農田。
- 下里川

## 相鄰車站
北條鐵道
北條線
播磨下里－長－播磨橫田

## 注腳
1. 1 2 3 4 5 6 7 8 9  . 神戸新聞総合出版センター. 2011-12-15: 224. ISBN 9784343006028 （日语）.
2. 1 2 3 4 5  曾根悟（監修）. 朝日新聞出版分冊百科編集部（編集） , 编. . 週刊朝日百科. 14号 神戸電鉄・能勢電鉄・北条鉄道・北近畿タンゴ鉄道. 朝日新聞出版. 2011-06-19: 19 （日语）.
3. ↑  加西・北条鉄道木造駅舎、有形文化財登録に喜びの声 （页面存档备份，存于）（日語） - 神戶新聞2013年11月16日
4. ↑  北條鐵道. .   [2015-12-18]. （原始内容存档于2021-06-24） （日语）.
5. ↑  国土数値情報(駅別乗降客数データ)  （页面存档备份，存于）（日語） - 國土交通省，2020年9月11日參閲

## 外部連結
- 長站 （页面存档备份，存于） - 北條鐵道官網（日語）